# Fórmula Renault V6 Asiática

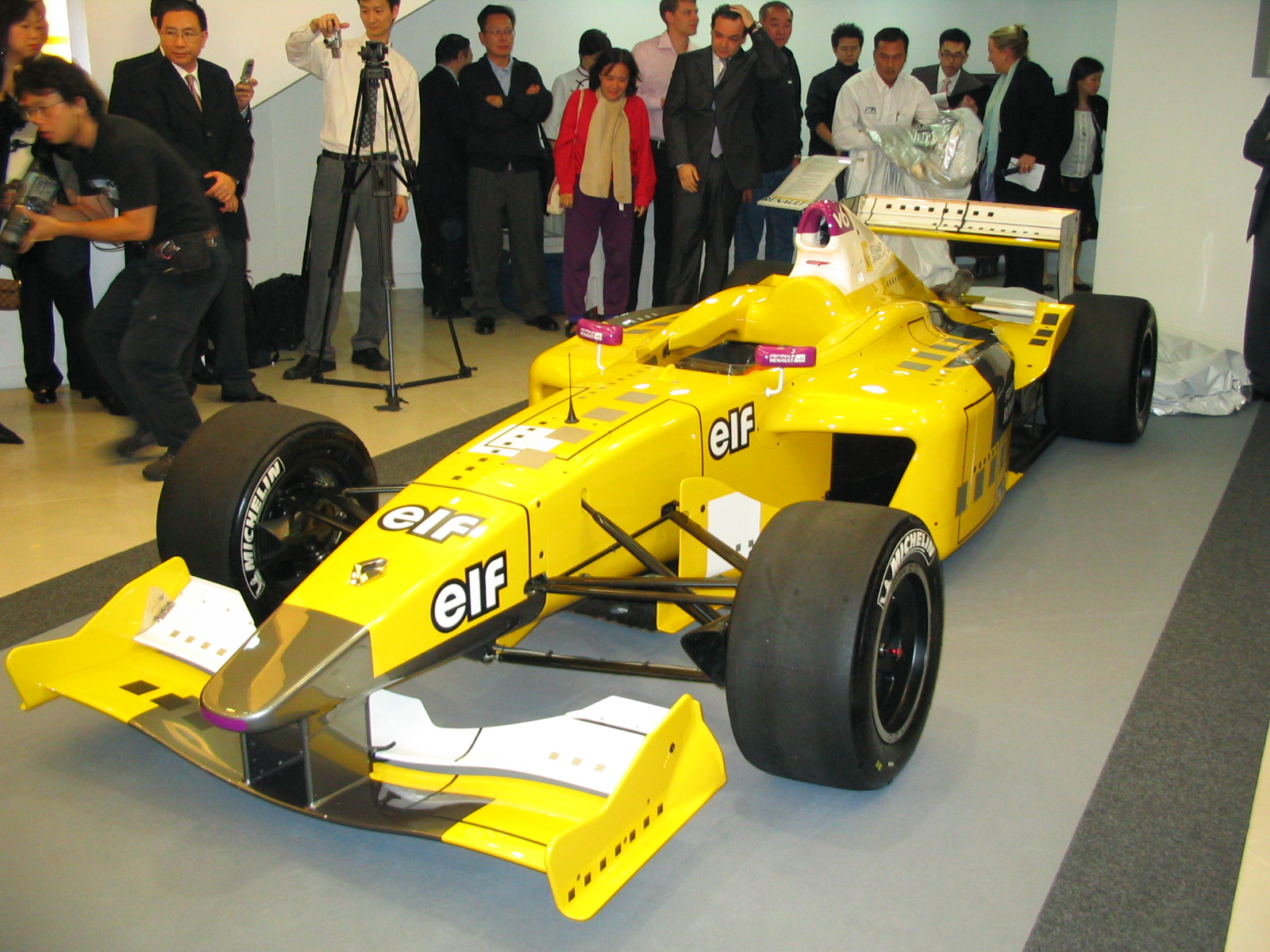
Presentación del coche de la FR V6 Asia

La Fórmula Renault V6 Asiática, renombrada como Fórmula Asia V6, fue un campeonato de Fórmula Renault V6 disputado entre los años 2006 y 2009, regulado por la Federación Asiática de Automovilismo. Se corriò con los monoplazas que anteriormente se usaron en la Eurocopa de Fórmula Renault V6. Sus chasis eras Tatuus y sus motores Nissan V6 de 3.5 litros que desarrollan una potencia máxima cercana a los 400 CV.
Este campeonato fue un complemento al Campeonato Asiático de Turismos. De la misma manera que la World Series by Renault se ubica un escalón por debajo de la GP2 Series en la pirámide de categorías europeas de monoplazas, la Fórmula Renault V6 Asiática estuvo coloca por debajo de la GP2 Asia Series, que también se disputa de manera pero desde octubre hasta abril, y por encima de la Fórmula 3 Asiática.
El campeonato desapareció en el 2009, en esa temporada sólo se disputaron 4 de las 12 carreras previstas, participando sólo 3 escuderías.

## Circuitos
- Sentul (2006-2008)*
- Autopolis (2007)
- Okayama (2008)
- Sepang (2006-2009)
- Chengdu (2007)
- Shanghái (2008)*
- Zhuhai (2006-2007)

* La ronda prevista para el 2009 no se disputó.

## Campeones
| Año  | Piloto          | Escudería           |
| ---- | --------------- | ------------------- |
| 2006 | Karun Chandhok  | Team E-Rain         |
| 2007 | James Winslow   | Team Meritus        |
| 2008 | James Grunwell  | TPC Team QI-Meritus |
| 2009 | Hamad Al Fardan | Dyna Ten Motosport  |